# Pompe (hundar)

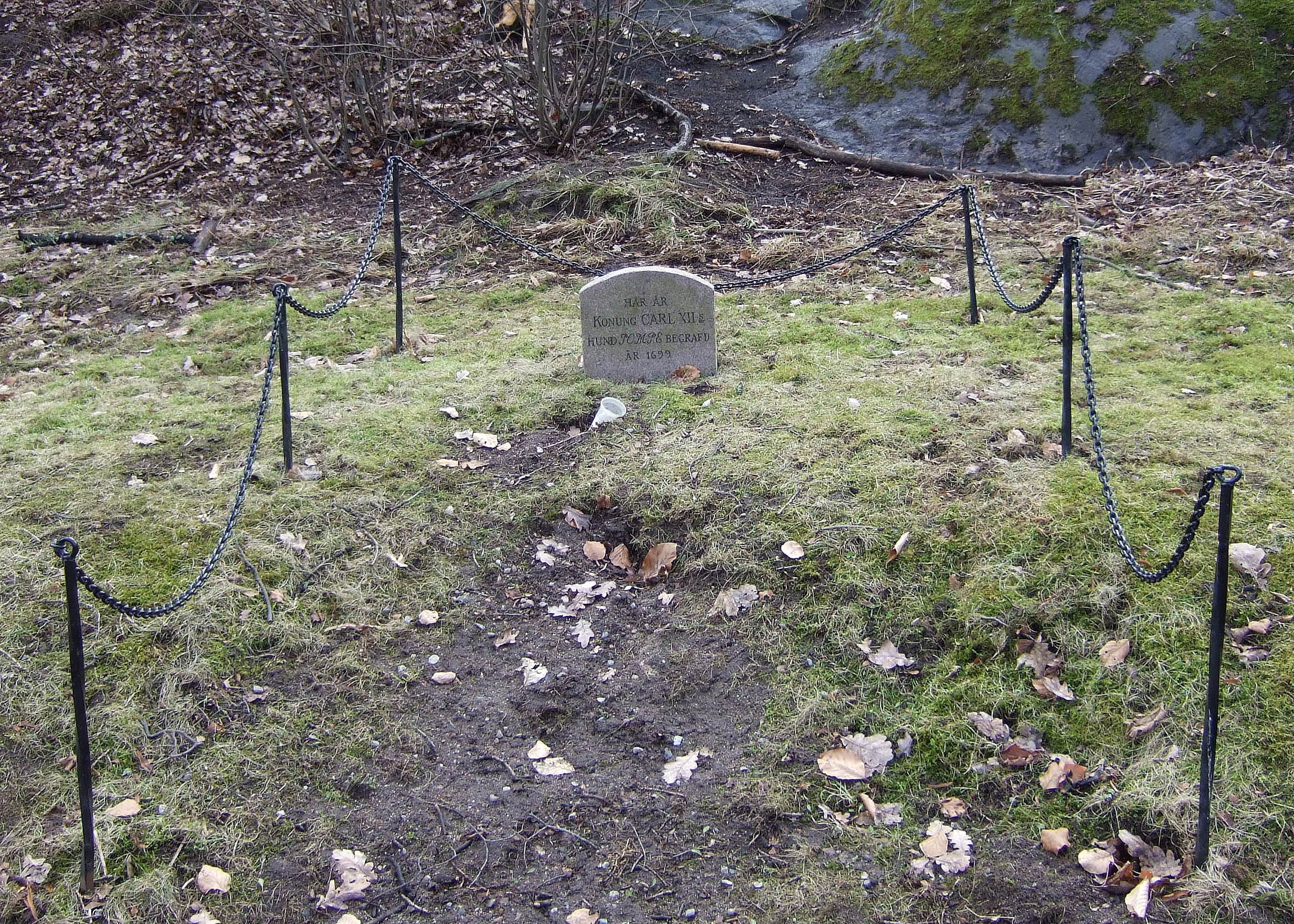
Pompes grav i Karlbergsparken.

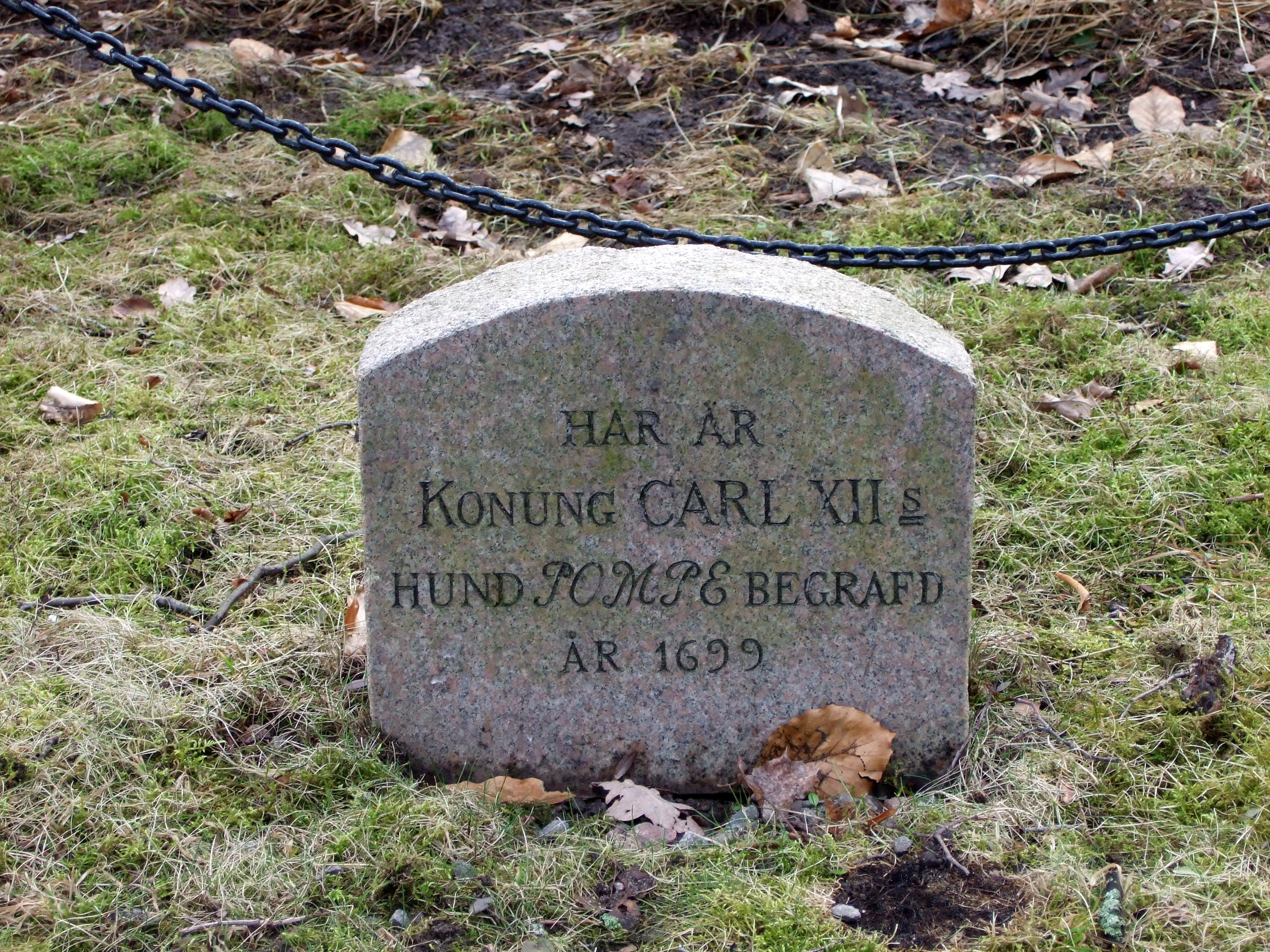
Närbild på Pompes gravsten.

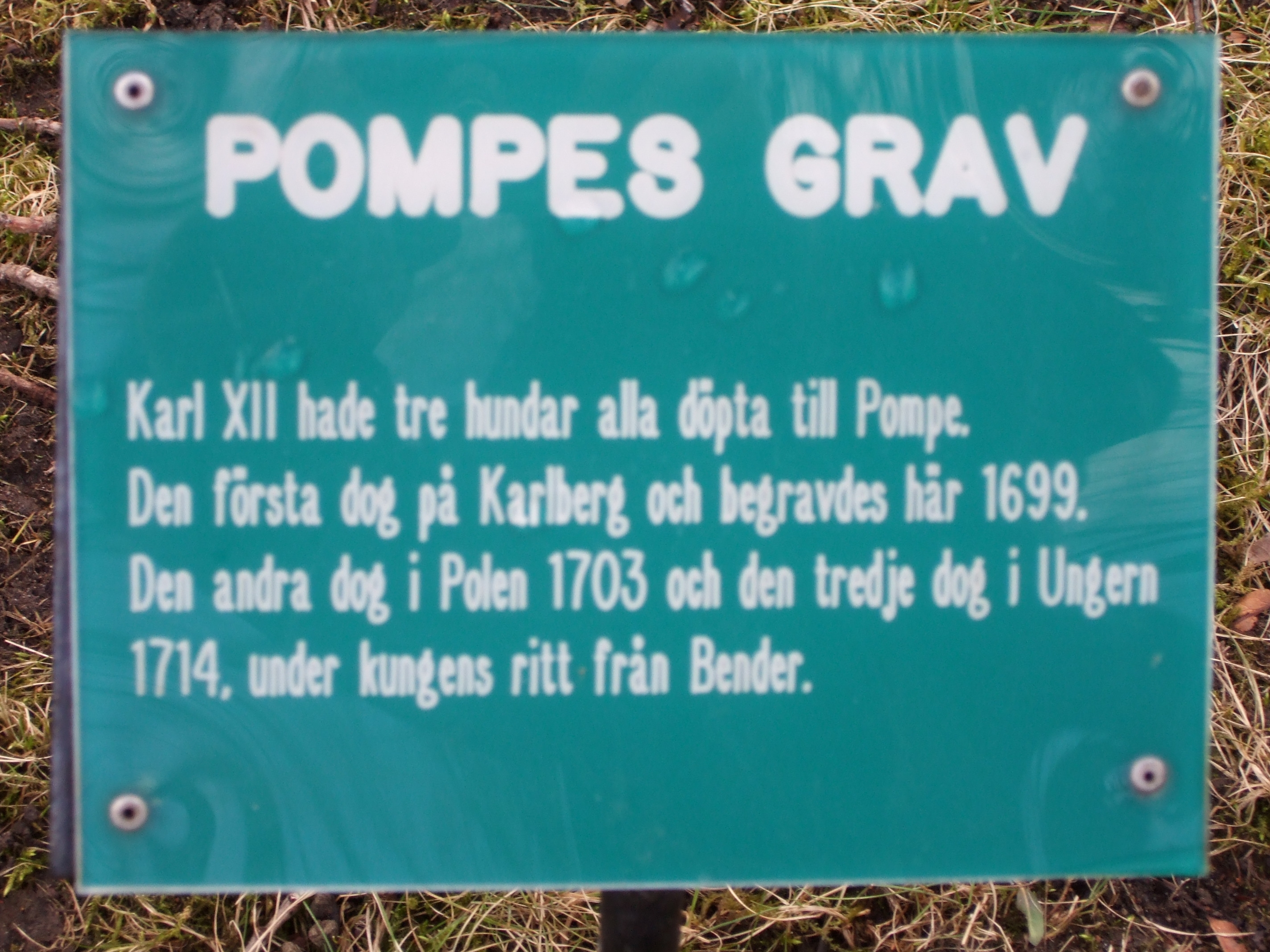
Informationsskylt vid Pompes grav.

Pompe var tre olika hundar, alla ägda av Karl XII. Kungens val av namn på hundarna är humoristiskt, då namnet Pompe för tankarna till den romerske fältherren Pompejus och talesättet "pompa och ståt".
Den första hunden med namnet Pompe dog 1699 och ligger begravd i Karlbergs slottspark, Solna kommun.
När Karl XII drog i fält år 1700 medförde han sina fyra hundar Caesar, Snushane, Turk och, favoriten, Pompe. Pompe överlevde sina kamrater men dog 1703 i arméns fältläger vid Thorn (Toruń i nuvarande Polen). I ett brev, daterat Thorn 3 november 1703, till sin äldsta syster, Hedvig Sofia (1681–1708) meddelar konungen sin personliga förlust: 
Jag måste ock berätta henne, att min äldste rescamrat hafve jagh härom dagen måst mista, som är Pompe, Favorits gamble contrapart, som afton lade sig frisk och måron lågh dödh i min Sängh.
Karl XII:s tredje hund med namnet Pompe dog i Ungern under ritten från Bender.

## Pompedikter
Konungens generalauditör Israel Holmström (1661–1708) deltog liksom Pompe i fälttågen och dog i Litauen. Han tillägnade Pompes minne följande epigram: 
Pompe Kongens trogne dräng
Sof hwar natt i Herrens säng,
Sehn af år och resor trötter
Leed han af wjd Kongens fötter.
Mången stålt och fager mö
Önskade som Pompe lefwa
Tusend hieltar eftersträfwa
At få så som Pompe dö.
Dikten föranledde emellertid en ilsken reaktion hos en annan anonym poet som inte accepterade att Holmström så "respektlöst" blandade högt (kungen) och lågt (hunden). Fyra rader från dikten belyser hur "kränkande" detta upplevdes:
Hund är hund lät hieltar blifwa
lemna Möö när du will skrifwa
Hundedicht och Personal
blanda gull bland bly det kränker
Holmströms dikt föranledde även ytterligare en replik som poeten ville skulle bli den nya politiskt korrekta Pompedikten:
Pompe född och död en hund,
trogen som en hund kan wara
art af art ty feck han fara
Land omkring när han war sund,
Hundelycka had han nog
wäl han lefde feet och frodig
skiönt han war en lång tid modig
sägz dock gamle Pompe dog.
Ingen av de två replikerna gjorde någon lycka, och Holmströms dikt blev den som gick in i litteraturhistorien.